# إلسا هوسك
إلسا آنا صوفي هوسك  (بالسويدية: Elsa Hosk) (مواليد 7 نوفمبر 1988) عارضة أزياء سويدية، وملاك فيكتوريا سيكريت حالية التي عملت لعدد من العلامات التجارية الرائدة بما في ديور، دولتشي أند غابانا، فري بيبول، أنغارو، إتش أند أم، ليلي بوليتزر وجيس.

## روابط خارجية
- إلسا هوسك على موقع IMDb (الإنجليزية)
- إلسا هوسك على موقع قاعدة بيانات الفيلم (الإنجليزية)
- إلسا هوسك على موقع كينوبويسك (الروسية)
- إلسا هوسك على موقع دليل عارضات الأزياء (الإنجليزية)
- إلسا هوسك في موديلز.كوم
- إلسا هوسك على إنستغرام